# ليستير بانجز
ليستير بانجز (بالإنجليزية: Lester Bangs) هو موسيقي وصحفي وكاتب أمريكي، ولد في 13 ديسمبر 1948 في إسكونديدو في الولايات المتحدة، وتوفي في 30 أبريل 1982 في نيويورك في الولايات المتحدة بسبب جرعة زائدة.

## وصلات خارجية
- ليستير بانجز على موقع IMDb (الإنجليزية)
- ليستير بانجز على موقع الموسوعة البريطانية (الإنجليزية)
- ليستير بانجز على موقع ميوزك برينز (الإنجليزية)
- ليستير بانجز على موقع إن إن دي بي (الإنجليزية)
- ليستير بانجز على موقع أول ميوزيك (الإنجليزية)
- ليستير بانجز على موقع ديسكوغز (الإنجليزية)